# Tykocin
Tykocin es una población polaca ubicada en el condado de Bialystok, en el Voivodato de Podlaquia. Tiene una área de 28,97 kilómetros cuadrados y tenía unos 1907 habitantes en 2008. También es el pueblo natal de Mordechai Mark Zamenhof, el padre del doctor Ludovico Zamenhof, el creador del esperanto.
Esta población cuenta con una plaza central y a su alrededor se encuentran varios lugares emblemáticos que le dan identidad este sitio. Destaca, la sinagoga, actualmente utilizada como museo, que data de 1642 y cuyo constructor Branick. En el centro de la plaza, se encuentra la Iglesia católica de la Santísima Trinidad, de estilo Barroco, diseñada por arquitectos italianos, como la mayoría de Iglesias polacas. Impresiona por su gran tamaño a pesar de que Tykocin nunca tuvo más de 5000 residentes, y solo la mitad de ellos eran católicos. Otro monumento emblemático de Tykocin es la estatua de Stefan Czarniecki, un noble y general de la República de las Dos Naciones. 

## Holocausto
El 25 de agosto de 1941, los judíos de la ciudad fueron apresados y reunidos por los nazis en el mercado. 1400 fueron llevados al cercano bosque de Lupochowo, y fueron asesinados. Algunos judíos lograron esconderse, pero la mayor parte de ellos fueron encontrados y detenidos por la policía polaca. 150 judíos fueron llevados y confinados temporalmente en el gueto de Bialystok.